# زندگی کینگ کونگ
زندگی کینگ کونگ (به انگلیسی: King Kong Lives) فیلمی محصول سال ۱۹۸۶ و به کارگردانی جان گیلرمین است. در این فیلم بازیگرانی همچون برایان کروین، لیندا همیلتون، جان اشتون، پیتر مایکل گوتز، مایکل فورست و لئون ریپی ایفای نقش کرده‌اند. این فیلم دنباله فیلم کینگ کونگ است.